# Barra de menús

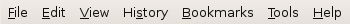
La barra de menús de Mozilla Firefox.

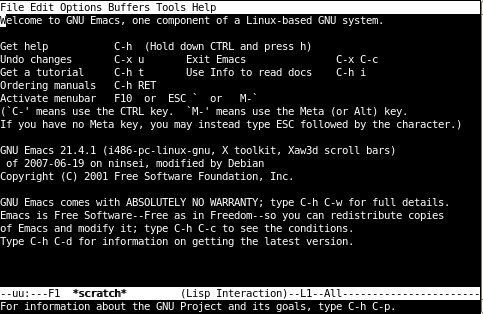
Emacs en una línea de comandos, con la barra de menús en la parte superior.

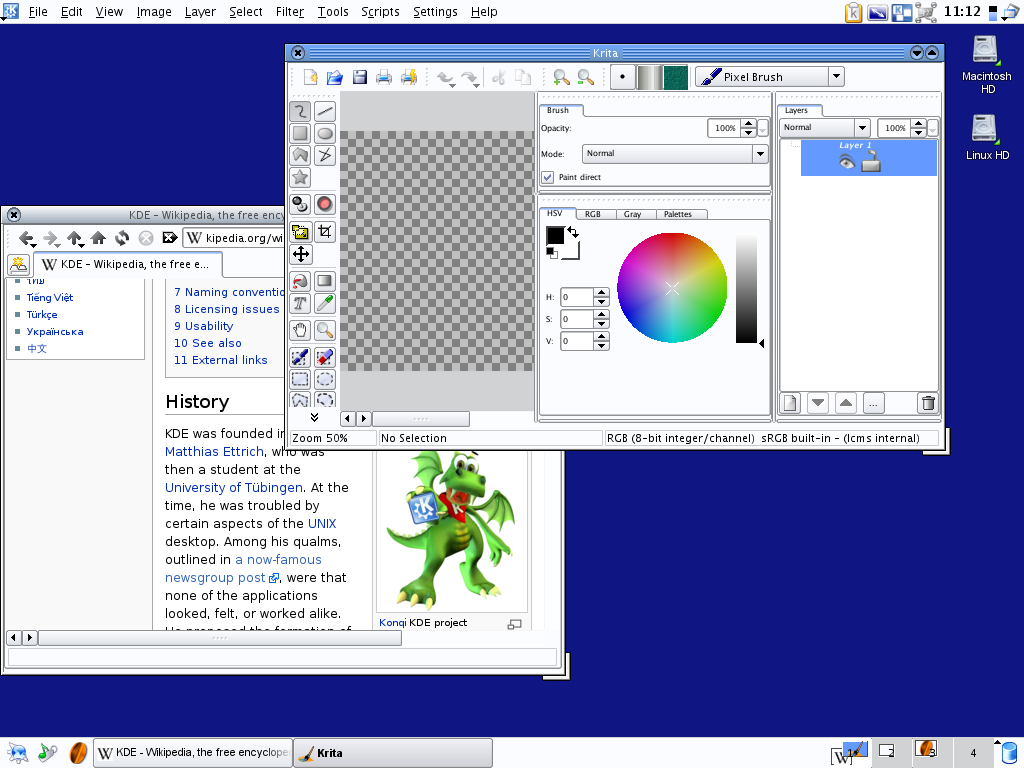
KDE 3.5 configurado con la opción de “menú global”.

En informática, la barra de menú es un área de la interfaz de usuario que indica y presenta las opciones o herramientas de una aplicación informática, dispuestas en menús desplegables. Están presentes principalmente en aplicaciones con interfaz gráfica; sin embargo, también es posible verlas en programas con interfaz de texto, tales como las aplicaciones que usan Ncurses.
En la mayoría de entornos de escritorio los diferentes menús presentes en estas barras pueden ser desplegados por medio de atajos de teclado, al mantener presionada la tecla Alt y la tecla correspondiente a la letra subrayada en la barra de menús.
Por lo general, las aplicaciones con interfaz gráfica incluyen junto con la barra de menús una barra de herramientas, que contiene atajos a las funciones más utilizadas de la barra de menús.

## Implementaciones

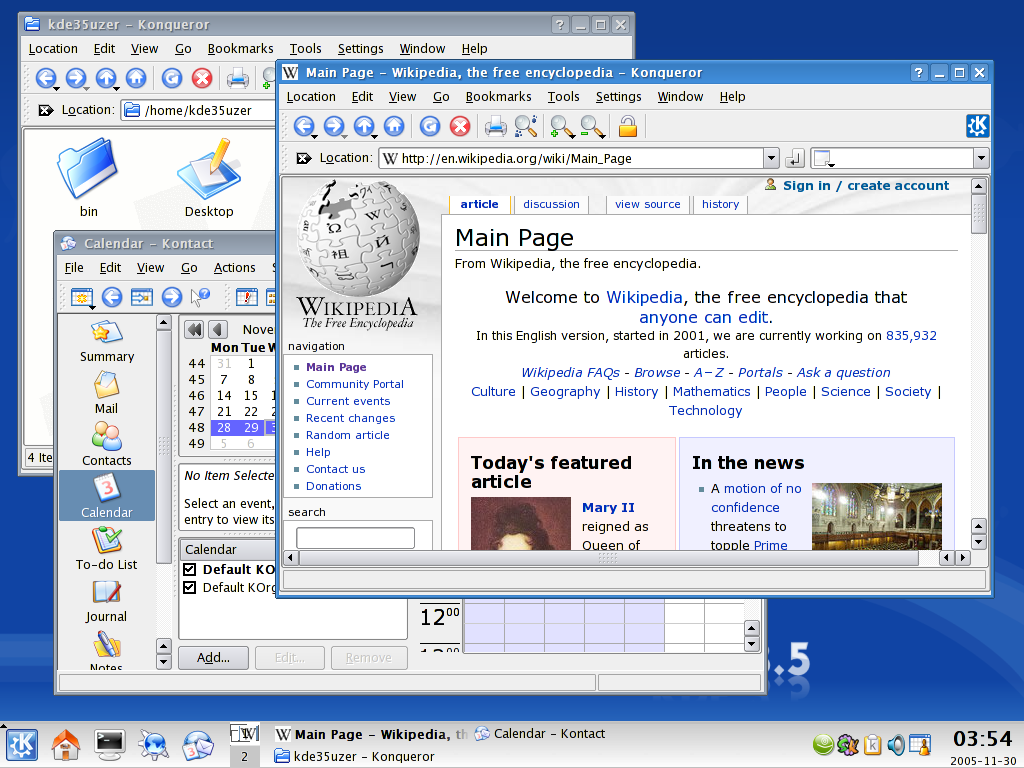
Captura de pantalla de KDE 3.5

Las barras de menú han sido dispuestas de diversas maneras en las interfaces gráficas de usuario. La forma más conocida es la colocación de la barra de menús dentro de las ventanas, ubicándose en la parte superior de las mismas, bajo la barra de título.
Otra forma común, pero menos utilizada, es añadir una barra permanentemente visible en la parte superior de la pantalla, que muestra los menús de la ventana que tiene el foco. Esta implementación, conocida como “menú global”, es la que está presente de forma predeterminada en entornos Mac OS, AmigaOS y Unity y opcionalmente en KDE o GNOME.
NeXTSTEP y su implementación libre, GNUstep, muestran al lado de cada aplicación una ventana que contiene los menús dispuestos de manera vertical.